# Skinshape
Уильям Дори (William Dorey, род. 20 июня 1991 года, Суонидж, Великобритания) — британский музыкант, певец, мульти-инструменталист и ди-джей из Лондона, выступающий под псевдонимом Skinshape. В его музыке есть звуки фанка, инди, соула, регги, психоделического рока, афробита и фолка.
Помимо своего проекта Skinshape, Дори также был басистом группы Palace (2014–2017). У него есть собственный лейбл Horus Records, который переиздает ямайские песни в стиле регги 60-80-х годов.

## Биография
См. также «Биография Skinshape» в испанском разделе.
Родился 20 июня 1991 года в Суонидже, графство Дорсет, Великобритания. Дори начал заниматься музыкой в подростковом возрасте, создавая инструментальные композиции в стиле хип-хоп, экспериментируя с сэмплами на катушечных магнитофонах. Помимо проекта Skinshape, Дори был басистом группы Palace с 2014 по 2017 год, некоторое время гастролировал в качестве гитариста группы Monophonics, а также руководил регги-лейблом Horus Records, который переиздает редкие ямайские релизы 1960—1980-х годов. Основное влияние он получил от Pink Floyd, психоделической музыки 1960-х годов, а также от африканских мелодий Фела Кути или Orchestra Baobab.

## Музыка

### Skinshape(2014)
Начиная с 2010 года Дори давал свои первые концерты, которые представляли собой диджейские сеты. Он начал работу над первым альбомом Skinshape в 2013 году. Этот одноименный альбом был выпущен под эгидой лейбла Melting Records в октябре 2014 года.
Дори пишет музыку и тексты и сам играет на большинстве инструментов, включая большую часть вокала. Сотрудничает с другими музыкантами для дополнительных инструментов и голосов. Записывает исполнителей, играющих на аналоговом оборудовании. Он записывает свою музыку в основном в The Arch Studio в Северном Лондоне, но также и на своей домашней площадке, где он создает и микширует треки.

### Oracolo(2015) иLife and Love(2017)
Skinshape выпустил свой второй альбом Oracolo в 2015 году. Обложку Oracolo («оракул» по-итальянски) нарисовал нью-йоркский художник Джаред Бушанг. В 2020 году альбом был переработан.
Третий альбом Life and Love был выпущен в 2017 году. До этого Дори был басистом группы Palace, в период с 2014 по октябрь 2017 года. Одна из причин ухода Дори заключалась в том, что ему не нравилось выступать вживую; он предпочёл остаться анонимным, поэтому он не выступает вживую как Skinshape и не занимается саморекламой.

### UmojaиArrogance is the Dead of Men(2020)
Пятый альбом Umoja (на суахили это означает «единство») был выпущен на лейбле Lewis Recordings в 2020 году и получил в целом положительные отзывы, особенно за использование африканских ритмов. 
Шестой альбом Дори, Arrogance is the Death of Men, выпущен в ноябре 2020 года, хотя изначально предполагалось, что он выйдет 4 декабря того же года. Сообщалось, что он написал значительную часть шестого альбома, находясь в изоляции из-за пандемии COVID-19.
Сингл «I Didn’t Know» был включен в саундтрек к фильму Netflix «All the Bright Places», выпущенному 28 февраля 2020 года. Сингл «Summer» включен в сериал Netflix «Outer Banks» 2020 года (эпизод 3). Песня «Heartache» появляется в саундтреке к фильму «Who Needs Enemies».

## Дискография
См. также «Дискография Skinshape» в испанском разделе.
- Skinshape LP (2014), Melting Records
- Oracolo (2015), Beatnik Creative
- Life & Love (2017), Dloaw & Co.
- Filoxiny (2018), Lewis Recordings
- Umoja (2020), Lewis Recordings
- Arrogance is the Dead of Men (2020), Lewis Recordings